# Emma Leonie Malewski
Emma Leonie Malewski (18 luglio 2004) è una ginnasta tedesca, campionessa europea alla trave nel 2022.